# Belonia vezdana
Belonia vezdana är en lavart som beskrevs av Malcolm & Coppins. Belonia vezdana ingår i släktet Belonia och familjen Gyalectaceae.   Inga underarter finns listade i Catalogue of Life.